# Lorenzo Ariaudo
Lorenzo Ariaudo (* 11. Juni 1989 in Turin) ist ein ehemaliger italienischer Fußballspieler.

## Karriere

### Im Verein
Lorenzo Ariaudo war ab 1998 für Juventus Turin aktiv, wo er die Jugendakademie durchlief. In der Saison 2005/06 gewann er mit Juventus die italienische Meisterschaft in der Altersstufe Allievi Nazionali, vergleichbar mit der B-Jugend in Deutschland. 2007 gehörte er zur Mannschaft, die den Sieg in der Supercoppa Italiana Primavera errang. Im Jahr 2009 gewann Ariaudo mit der Primavera die prestigereiche Coppa Carnevale in Viareggio.
Sein Debüt in der Profimannschaft der Alten Dame feierte Ariaudo am 26. August 2008, als er von Trainer Claudio Ranieri beim 1:1-Unentschieden im Champions-League-Qualifikationsspiel bei Artmedia Bratislava in der 82. Minute für Nicola Legrottaglie eingewechselt wurde. In der Serie A debütierte der Verteidiger am 18. Januar 2009 beim 1:1 im Auswärtsspiel bei Lazio Rom, als er wegen vieler verletzter Stammkräfte von Ranieri von Beginn an aufgeboten wurde.
In der Winterpause der Saison 2009/10 wurde Ariaudo, nachdem er unter Ciro Ferrara kein einziges Spiel in der Hinrunde bestritten hatte, für den Rest der Spielzeit an den Serie-A-Konkurrenten Cagliari Calcio ausgeliehen. Mit den Sarden wurde außerdem eine Kaufoption vereinbart.
Im Juni 2010 vermeldete Cagliari Calcio den Kauf der Hälfte an Ariaudos Transferrechten und somit die Weiterverpflichtung des Abwehrspielers. Im Januar 2011 verkaufte Cagliari den Stürmer Alessandro Matri an Juventus für 15,5 Millionen Euro und erhielt als Teil des Geschäftes die zweite Hälfte an Ariaudos Transferrechten.
2014 wechselte Ariaudo zur US Sassuolo Calcio. Er wurde zudem an den CFC Genua und den FC Empoli verliehen. Im Sommer 2016 wechselte Ariaudo zu Frosinone Calcio, wo er bis 2021 aktiv war. Nach kurzen Gastspielen bei der US Alessandria Calcio und bei Novara Calcio beendete Ariaudo 2023 seine aktive Laufbahn.

### In der Nationalmannschaft
Am 25. März 2009 gab Lorenzo Ariaudo unter Trainer Pierluigi Casiraghi gegen Österreichs U-21 sein Debüt in der italienischen U-21-Nationalmannschaft und erzielte dabei auf Anhieb ein Tor. Insgesamt absolvierte er bis 2010 zehn U21-Länderspiele für Italien.

## Erfolge
- Campionato Allievi Nazionali: 2005/06
- Supercoppa Italiana Primavera: 2007
- Torneo di Viareggio: 2009